# Musikaliska
Musikaliska Kvarteret är en verksamhet som bedrivs i Sveriges första konserthus beläget vid Nybrokajen 11 i Stockholm.

## Historia
Musikaliska Kvarteret har en historia som kan spåras till andra halvan av 1800-talet då Oscar II lät starta byggnationen av fastigheten. Tanken var att Kungliga Musikaliska Akademien skulle få den hemvist de saknat under många år. 1878 invigdes lokalerna med en stor konsert där även kungen var närvarande. I och med invigningen hade Sverige fått sitt första konserthus. Musikaliska Akademien hade på den tiden, och fram till slutet av 1960-talet, ansvaret för den högsta musikutbildningen i Sverige. Sångare som Jussi Björling, Birgit Nilsson, Elisabeth Söderström, dirigenten Sixten Ehrling och många fler, bedrev sina studier i huset. 
Under 1960- och 70-talet användes huset som repetitionslokal av Radioorkestern. I slutet av 1990-talet återställdes konsertsalen till sitt vackra originalskick. Efter att Radioorkestern flyttat till det nyöppnade Berwaldhallen, togs huset över av Rikskonserter. 
2011, efter att Rikskonserter lades ner, tog Blåsarsymfonikerna och Länsmusiken i Stockholm över huset genom det nybildade bolaget Musikaliska på Nybrokajen AB.
I juni 2019 meddelades att Riksdagen godkänt att regeringen säljer fastigheten Ladugårdsbron 14 där Musikaliska ingår.
Sedan 2021 drivs verksamheten av Musikaliska Kvarteret i Stockholm AB.